# Laphria glauca
Laphria glauca là một loài ruồi trong họ Asilidae. Laphria glauca được Enderlein miêu tả năm 1914. Loài này phân bố ở vùng Tân nhiệt đới.